# Фамбл (американский футбол)

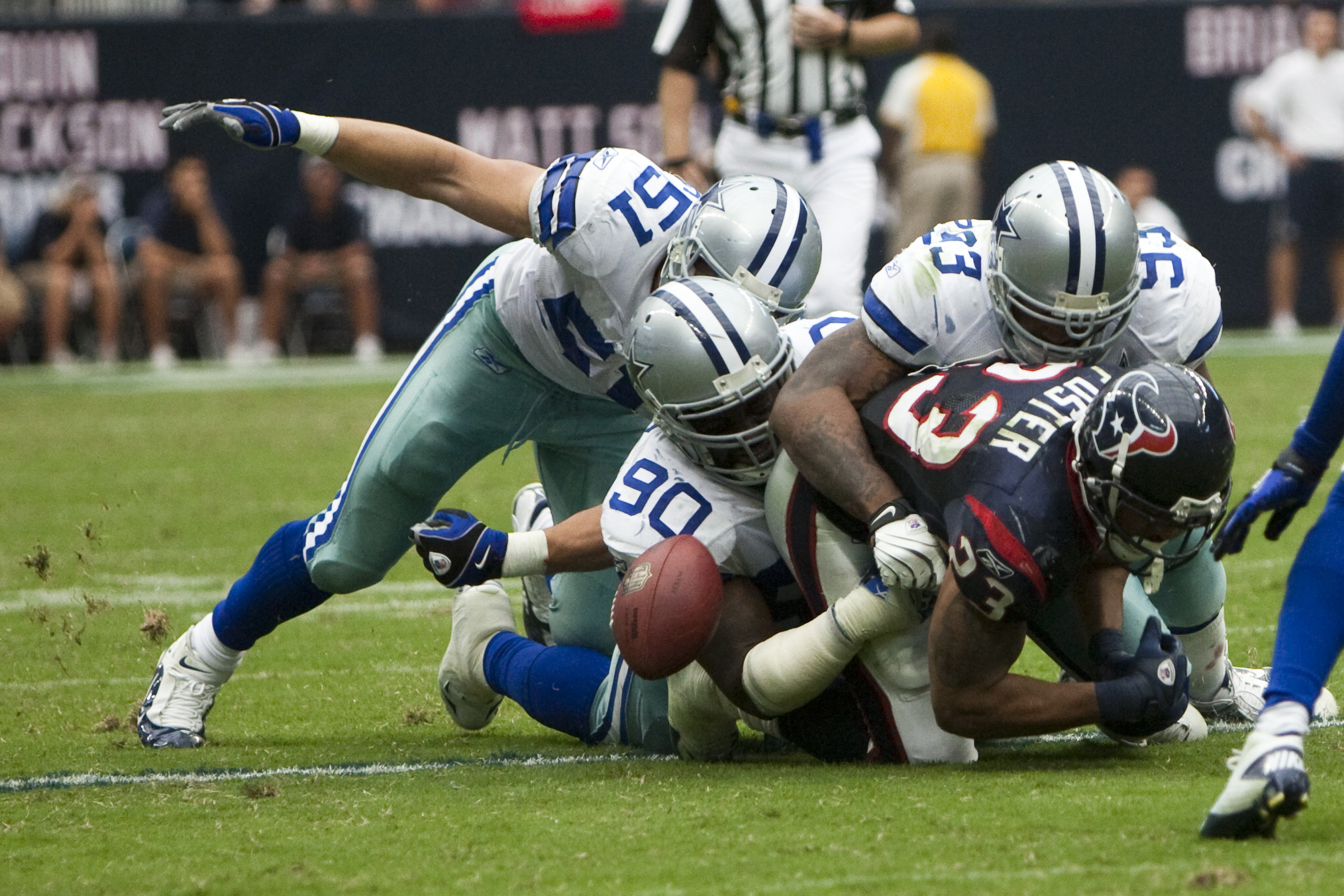
Раннинбек «Хьюстона» Ариан Фостер теряет мяч в борьбе с защитниками «Далласа».

Фамбл (англ. Fumble) — термин в американском и канадском футболе, обозначающий игровую ситуацию, в которой игрок, владеющий мячом, теряет его. Подобрать мяч может любой игрок любой команды. Также фамблом считается пас назад, после которого мяч падает на землю. Если мяч после фамбла подбирается командой защиты, то нападению он засчитывается как потеря. Для защищающейся команды фамбл является одной из трёх возможностей отобрать у соперника владение мячом.

## Правила
Согласно статье 3 раздела 7 правила 8 Национальной футбольной лиги, фамблом называется любое действие игрока, за исключением паса или удара ногой, результатом которого является потеря мяча. Исключением является ситуация, при которой игрок с мячом умышленно совершает фамбл вперёд. В этом случае он считается пасом вперёд. Подобрать потерянный мяч и продвигаться с ним по полю до контакта мяча с землёй может игрок любой из команд. Исключениями являются фамбл при розыгрыше четвёртого дауна и фамбл после двухминутного предупреждения. В этих ситуациях мяч может подбирать любой из игроков защищающейся команды и тот игрок атакующей команды, который его потерял.
Если потерянный мяч выходит за пределы поля между лицевыми линиями, то его вводит в игру последней владевшая им команда. В случае фамбла, совершённого в зачётной зоне, либо попадания потерянного мяча в зачётную зону и последующего выхода мяча за пределы поля, может фиксироваться сэйфти или тачбек.

## Влияние фамблов на игру
Правила, ограничивающие возможности атакующей команды при фамбле на четвёртом дауне или после двухминутного предупреждения, были введены лигой после матча сезона 1978 года между «Окленд Рэйдерс» и «Сан-Диего Чарджерс», получившего название Holy Roller. В концовке игры квотербек «Рэйдерс» Кен Стейблер допустил фамбл после контакта с защитником, но его партнёры по команде несколько раз протолкнули мяч вперёд. В зачётной зоне его подобрал тайт-энд команды Дэйв Каспер, после чего судьи зафиксировали тачдаун, принёсший «Окленду» победу со счётом 21:20.
Фамбл квотербека «Нью-Йорк Джайентс» Джо Писарчика на последних секундах игры против «Филадельфии» 19 ноября 1978 года вошёл в историю футбола как «Чудо на Мидоулендс». После неудачной попытки передать мяч раннинбеку Ларри Зонке, Писарчик выронил мяч, подобранный и возвращённый в зачётную зону игроком «Иглз» Херманом Эдвардсом. «Джайентс» проиграли матч со счётом 17:19. После этого команды начали использовать так называемую «победную формацию»: построения команды, в котором квотербек в концовке первой половины игры или матча умышленно встаёт с мячом на колено, чтобы запустить отсчёт времени. 

## После фамбла
Тренеры на всех уровнях (особенно на школьном) стараются добиться от игроков того, чтобы они просто падали на мяч, а не пытались возвратить его в тачдаун. Так как сохранение или получение владения (чаще всего) более важно, чем попытка донести мяч в тачдаун. Почти всегда после фамбла начинается борьба, ведь игроки обеих команд пытаются заполучить мяч. После фамбла не редко случаются драки: судьи пытаются разобраться какой команде отдавать мяч, и могут не успеть успокоить игроков. Игроков учат не падать на мяч животом, ведь это может привести к повреждением внутренних органов. Игроки должны зажать мяч бедром, коленами и руками.

## Преднамеренный фамбл
Один из трюковых розыгрышей называется fumblerooski. Исполняется следующем способом: квотербек делает вид, что вкладывает мяч раннинбеку в руки, а на самом деле опускает мяч до уровня земли. Защита не видит мяч в руках раннинбека, но и не видит его у квотербека, тем самым нападение получает преимущество в несколько секунд. Риск комбинации огромен, и если защита поймет обман, то, вероятно, это закончится настоящим фамблом. Один из самых известных преднамеренных фамблов произошёл на игре 1984 года в рамках Orange Bowl.

## Статистика
К основным статистическим показателям, связанным с фамблами, относят:
- для игроков нападения — количество фамблов (FUM) и количество фамблов, после которых владение мячом перешло к сопернику (LST);
- для игроков защиты — количество форсированных фамблов (FF, ситуаций, в которых игрок вынудил соперника потерять мяч);
- для всех игроков — количество подобранных фамблов (FREC или FR) и количество ярдов, набранных после подбора потерянного мяча (FYDS).

## Рекорды
Максимальное количество фамблов за сезон:
- 23 — Керри Коллинз (Нью-Йорк Джайентс, 2001)
- 23 — Донте Кулпеппер (Миннесота Вайкингс, 2002)

Максимальное количество фамблов за карьеру:
- 166 — Бретт Фарв (1991—2010)

Максимальное количество подобранных фамблов за сезон:
- 12 — Дэвид Карр (Хьюстон Тексанс, 2002)

Максимальное количество подобранных фамблов за карьеру:
- 56 — Уоррен Мун (1984—2000)